# Noelia Posse Gómez
Noelia Posse Gómez és una política espanyola del Partit Socialista Obrer Espanyol (PSOE), alcaldessa de Móstoles des de 2018.
Nascuda el 1978 a Madrid, va cursar estudis de Treball i Educació Social.
Va ser regidora de l'Ajuntament de Móstoles des de 2003 i fins a 2011.
Novament integrant del ple municipal de Móstoles després de les eleccions municipals de 2015, es va convertir en alcaldessa després de la seva investidura el 7 de febrer de 2018 amb 14 vots a favor dels regidors del ple, en substitució del també socialista David Lucas Parrón.
Membre de la Comissió Executiva Regional del Partit Socialista Obrer Espanyol de la Comunitat de Madrid conformada en el tretzè congrés regional i encapçalada per José Manuel Franco Pardo, amb la funció de secretària executiva de Laïcitat.